# ゴウチェイ (ミシシッピ州)
ゴウチェイ（英: Gautier、[ˈɡoʊˌtʃeɪ]）は、アメリカ合衆国ミシシッピ州南部のジャクソン郡にある都市。人口は1万9024人（2020年）。メキシコ湾岸に位置している。パスカグーラ都市圏に含まれる。
2002年、ゴウチェイは「ゴウチェイ包括計画2030」に従い、付近の領域を併合してその人口を2倍近くにした。ゴウチェイの名称の元になったゴウチェ家 (フランス語: [ɡotje]) の子孫が現在も地域に住んでいる。
ゴウチェイはベッドタウンかつリゾート町であり、名門のゴルフ場が2か所、風格のある家屋、3方をバイユーや湿地に囲まれた歴史ある敷地がある。ゴウチェイの自然環境はレクリエーションやエコツーリズムのために多くの機会を提供している。開発用に空き地が豊富にあり、近年は海岸地域にそって成長する傾向にあることから、市の人口は今後も着実に増加することが予測され、2025年には22,788人になると推計されている。ゴウチェイが属するメキシコ湾岸は州内でも成長速度の高い地域と見なされているが、ハリケーン・カトリーナによって家や職が失われ、2006年に人口の流出が生じた。

## 歴史
ゴウチェイの町の名前はフランスのリヨンから移って来たゴウチェ家から採られている。フェルナンド・アプトン・ゴウチェ（1822年-1891年）は、その両親がニューオーリンズへ移民して行く貨物船の中で生まれた。1867年、ゴウチェはパスカグーラ川の流域河口近くに広い家を建てており、それが今も残っている。地域では将来性ある製材業を始め、そこから町が成長した。その家は地元で「オールド・プレース」と呼ばれ、現在はフェルナンド・アプトン・ゴウチェとその妻、テレサ・フェイアード・ゴウチェ（1828年-1911年）の子孫が所有しており、私的なまた公的な行事に利用されている。

## 市政府の構造
ゴウチェイ市の政府構造は比較的若いが、メキシコ湾岸地域の歴史に深く関わっている。1987年からは、市政委員会・マネジャー方式が採用されてきた。2005年のハリケーン・カトリーナが一時的に成長を鈍化させたが、ゴウチェイの人口は今後も着実な比率で成長していくと予測されている。市の社会経済的動態は、収入、年齢、性別、教育の数字でジャクソン郡のそれに似ており、ただし、ゴウチェイ市のカレッジ以上を卒業した人の比率は高い。住民の収入と雇用は、ジャクソン郡の強い雇用中心に近いことから大きな恩恵を受けている。

## 地理
ゴウチェイ市は北緯30度22分54秒 西経88度38分39秒 / 北緯30.38167度 西経88.64417度 (30.381536, -88.644169)に位置している。メキシコ湾のミシシッピ・サウンドに沿い、西パスカグーラ川の河口に位置している。
アメリカ合衆国国勢調査局に拠れば、市域全面積は32平方マイル 83km2)であり、このうち陸地12.2平方マイル (32 km2)、水域は0.7平方マイル (1.8 km2)で水域率は5.19%である。

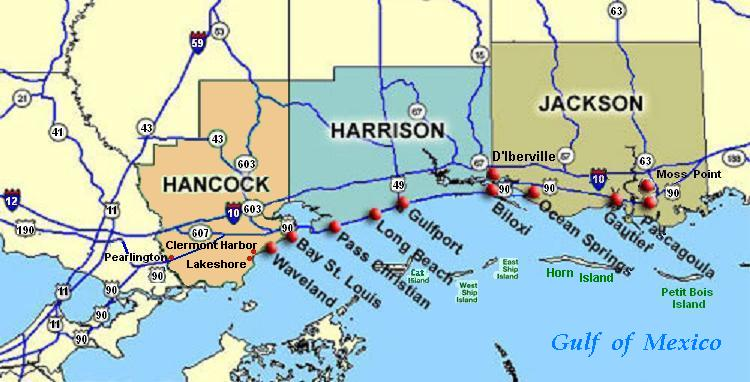
ミシシッピ州のメキシコ湾岸、ゴウチェイは東側のジャクソン郡の中央。オーシャンスプリングスの東、パスカグーラの西に位置する。アメリカ国道90号線が近い

ゴウチェイはミシシッピ州メキシコ湾岸のジャクソン郡にあり、地元では「シンギング・リバー」と呼ばれるパスカグーラ川の西岸に位置している。

## 人口動態
以下は2000年国勢調査による人口統計データである。
| 基礎データ - 人口: 11,681 人 - 世帯数: 4,260 世帯 - 家族数: 3,233 家族 - 人口密度: 368.5人/km2（954.2 人/mi2） - 住居数: 4,597 軒 - 住居密度: 145.0軒/km2（375.5 軒/mi2） 人種別人口構成 - 白人: 68.19% - アフリカン・アメリカン: 27.65% - ネイティブ・アメリカン: 0.51% - アジア人: 1.28% - 太平洋諸島系: 0.04% - その他の人種: 0.90% - 混血: 1.42% - ヒスパニック・ラテン系: 3.19% 年齢別人口構成 - 18歳未満: 28.4% - 18-24歳: 9.8% - 25-44歳: 30.2% - 45-64歳: 23.3% - 65歳以上: 8.3% - 年齢の中央値: 33歳 - 性比（女性100人あたり男性の人口） - 総人口: 97.9 - 18歳以上: 94.9 | 世帯と家族（対世帯数） - 18歳未満の子供がいる: 38.1% - 結婚・同居している夫婦: 54.9% - 未婚・離婚・死別女性が世帯主: 17.1% - 非家族世帯: 24.1% - 単身世帯: 19.3% - 65歳以上の老人1人暮らし: 4.5% - 平均構成人数 - 世帯: 2.73人 - 家族: 3.11人 収入と家計 - 収入の中央値 - 世帯: 41,244米ドル - 家族: 46,835米ドル - 性別 - 男性: 33,474米ドル - 女性: 21,622米ドル - 人口1人あたり収入: 17,525米ドル - 貧困線以下 - 対人口: 17.3% - 対家族数: 15.1% - 18歳未満: 28.4% - 65歳以上: 13.6% |

## 教育
ゴウチェイ市の公共教育は、パスカグーラ・ゴウチェイ教育学区が管轄している。主たる中等教育校はゴウチェイ高校であり、1996年に開校し、2005年にはアメリカ合衆国教育省からブルーリボン賞を与えられた。その他にゴウチェイ中学校、シンギング・リバー・アカデミー、と小学校3校がある。
ミシシッピ・ガルフコースト・コミュニティカレッジのジャクソン郡キャンパスがゴウチェイ市内にあり、4つあるこのカレッジのキャンパスの1つとなっている。

## ハリケーン・カトリーナ
2005年8月29日、ゴウチェイはハリケーン・カトリーナの被害を受けた多くの都市の1つとなった。海岸にあった家屋の多くが壊されるか浸水した。海岸にあっても丘の上に建てられた家屋の幾らかは風による損傷のみとなった。水際の家屋は全壊し、基礎のみが残ったものもあった。ある場合にはその基礎でも半分に割れていた。特に海抜13フィート (4 m) の柱の上に建てられていた家屋は、下から床が剥ぎ取られた。ゴウチェイ北部、鉄道の線路より上にあった家屋の大半は風の被害を受けたが、ほとんど無傷のままだった。ハリケーン・カトリーナによって損傷を受けたにも拘わらず、フェルナンド・アプトン・ゴウチェの歴史ある家屋は無傷であり、事業に使われている。

### ハリケーン・カトリーナの後の経済発展
メキシコ湾機会特区法（ゴー・ゾーン）が2005年12月にアメリカ合衆国議会を通過して法制化され、カトリーナ、リタ、ウィルマと続いたハリケーンによって、ミシシッピ州など各州の被害を受けた49郡内に経済開発の優先策を提供した。その優先策には、49億ドルの免税私的活動債券、1億600万ドルの定収入家屋税貸付、および以前に設定された日限以前に使われていた資産に対する50%のボーナス減価償却などが含まれていた。ゴー・ゾーンの免税私的活動債券によって、南ミシシッピ州における経済の快復と成長の双方を奨励した。メキシコ湾岸の大規模雇用主として、シェブロン、ノースロップ・グラマン、PSLノースアメリカがあり、増額された債権の割り付けにより回復のための援助を受けた。ミシシッピ州雇用安全保障省は連邦政府から全米緊急助成金9,500万ドルを与えられ、一時的な就業機会の回復と職業訓練への補助にあたるものとされた。